# Carapus bermudensis
Carapus bermudensis är en fiskart som först beskrevs av Jones, 1874.  Carapus bermudensis ingår i släktet Carapus och familjen nålfiskar. Inga underarter finns listade.
Denna fisk är långsträckt och påminner om en liten ål. Det stora huvudet kännetecknas av stora ögon. Den har en genomskinlig kropp samt en silver fläck vid kinden och silverfärgade längsstrimmor på kroppssidorna. Dessutom förekommer svarta fläckar intill rygg- och analfenan. Carapus bermudensis är utrustad med små tänder i överkäken som ibland är hjärtformiga. Den har lite större kägelformiga tänder i underkäken. Liksom hos andra släktmedlemmar har simblåsan en smal del i mitten. Det smala avsnittet ligger hos Carapus bermudensis vid elfte och tolfte ryggkotan.
De vuxna exemplaren hittas oftast i västra Atlanten från Bermudas till Brasilien. Arten är vanligt förekommande i Karibiska havet. Larver når under vandringar norr- eller söderut till tempererade områden.
Vuxna individer gömmer sig i sjögurkor på havets botten, allmänt upp till 30 meter under havsytan. Värden kan tillhöra släktena Actinopyga, Isostichopus, Astichopus eller Holothuria. Arten äter inga delar av sjögurkan vad som skiljer den från flera andra nålfiskar. Antagligen har den små kräftdjur som föda. Fortplantningssättet är bara känt från akvarier. Där hittades efter natten fiskrom och larverna kläcktes efter cirka två dagar. Liksom hos andra nålfiskar kan larven vara upp till 18 cm lång och den har en lång antenn vid huvudet. Efter första metamorfosen är larven betydlig kortare och antennen är bara en kort pinne.
Denna fisk är ganska sällsynt även när det finns många sjögurkor i området. Arten listas inte av IUCN.